# ГАЕС Сімоґо
 ГАЕС Сімоґо (яп. 下郷発電所, Шімоґо хацуденшьо, Гепберн: Shimogo hatsudensho) — гідроакумулювальна електростанція в Японії на острові Хонсю.
Як нижній резервуар використали водосховище ГЕС Окава (21 МВт), створене на річці Агано, котра впадає до Японського моря на північній околиці міста Ніїґата. Його утримує бетонна гравітаційна гребля висотою 75 метрів та довжиною 407 метрів, яка потребувала 100 тис. м3 матеріалу. Резервуар має площу поверхні 1,94 км2, об'єм 57,5 млн м3 (корисний об'єм 44,5 млн м3) та припустиме коливання рівня в операційному режимі між позначками 365 та 380 метрів НРМ (під час повені до 39 метра НРМ).
Верхній резервуар створили на річці Оно, лівій притоці Аги. Тут звели кам'яно-накидну греблю висотою 102 метра, довжиною 340 метрів та шириною по гребеню 10 метрів, яка потребувала 4,5 млн м3 матеріалу. Вона утримує водосховище з площею поверхні 0,71 км2 та об'ємом 18,5 млн м3 (корисний об'єм 16 млн м3), в якому припустиме коливання рівня між позначками 762 та 792 метра НРМ.
Від верхнього резервуару до машинного залу прямують два тунелі довжиною по 2,2 км з діаметром 5,7 метра, які переходять у два напірні водоводи довжиною по 0,7 км зі спадаючим діаметром від 5,7 до 4,2 метра (на завершальному етапі кожен з них розгалужується на два короткі водоводи зі спадаючим діаметром від 2,9 до 2,3 метра). З'єднання із нижнім резервуаром забезпечується через чотири тунелі довжиною від 0,33 км до 0,35 км з діаметром 4,1 метра. В системі також працюють два вирівнювальні резервуари висотою по 136 метрів з діаметром 12 метрів.
Основне обладнання станції становлять чотири оборотні турбіни типу Френсіс потужністю по 260 МВт у генераторному та 280 МВт у насосному режимах (номінальна потужність станції рахується як 1000 МВт), які використовують напір у 387 метрів та забезпечують пійдом на 440 метрів.